# Koeznetsov (bedrijf)

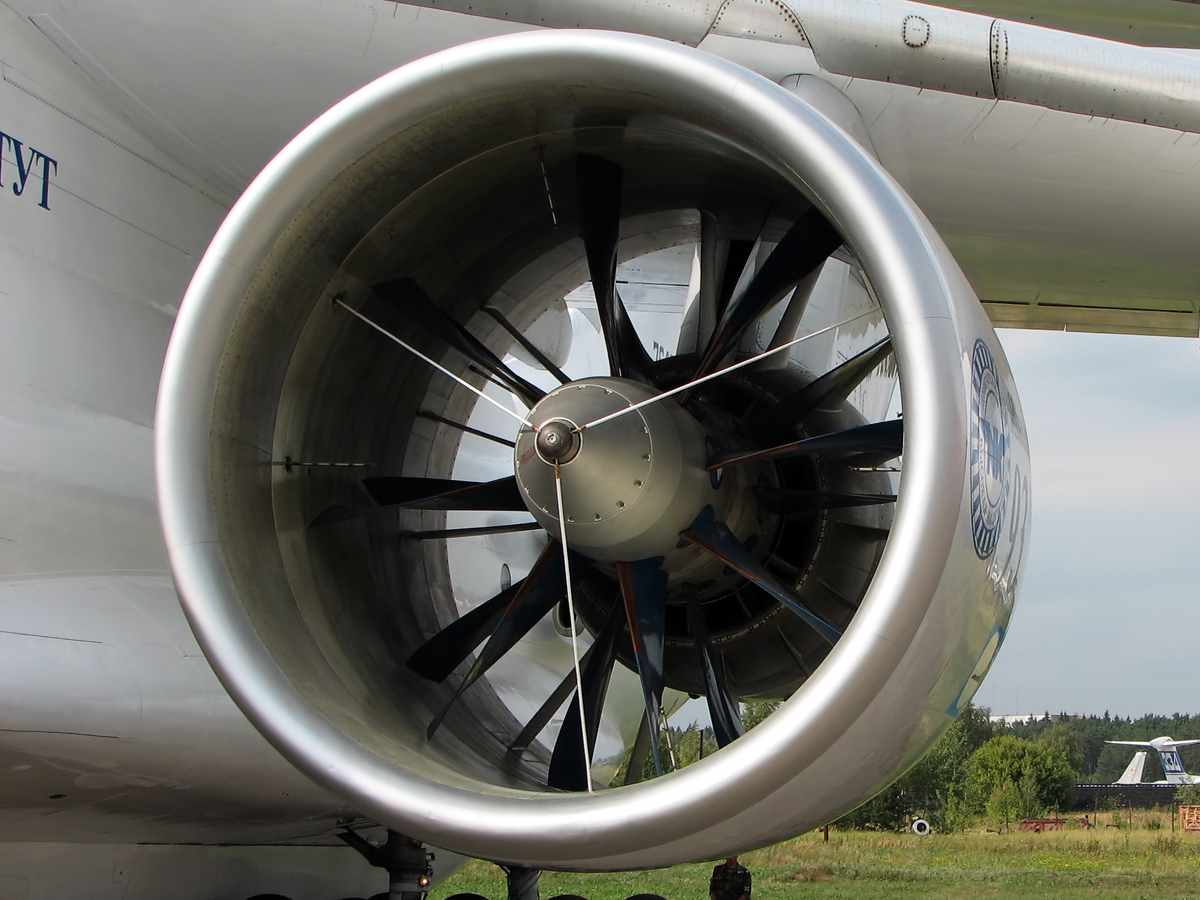
Koeznetsov NK-93

Koeznetsov (OKB-276) (Russisch: Самарский научно-технический комплекс имени Н. Д. Кузнецова) was een vliegtuigmotorenontwerpbureau opgericht en bestuurd door Nikolaj Koeznetsov. Zijn bedrijf werd in 1912 opgericht. In 1941 werd de fabriek verplaatst van Moskou naar de stad Koejbysjev. In 1991 werd de naam van deze stad gewijzigd in Samara.
In 1912 begon het bedrijf met de bouw in licentie van Gnome vliegtuigmotoren. De motoren werden aanvankelijk uitsluitend gemaakt met geïmporteerde onderdelen. Tussen 1920 en 1924 werden zuigermotoren gemaakt van Hispano Suiza in ook de Amerikaanse liberty motor met een vermogen van 400 pk. In 1926 werd de M-11 zuigermotor ontworpen door A.D. Shvetsov voor het Po-2 vliegtuig, dit was de eerste motor voor lichte vliegtuigen die volledig in de Sovjet-Unie was ontwikkeld.
Het bureau werd bekend en berucht in het westen toen het de NK-12 turboprop uitvond. Deze motor kwam in 1954 in productie en is tot op de dag van vandaag de krachtigste turboprop ooit.
Naast deze NK-12 heeft het bureau ook de straalmotor NK-8 ontworpen voor de Il-62 en de Tu-154B. Later is de motor verbeterd tot de NK-86, speciaal voor de Il-86, het eerste widebodyverkeersvliegtuig in de Sovjet-Unie. Ook de NK-144 voor de Tu-22M- en Tu-144-toestellen is ontworpen door Koeznetsov.
De krachtigste motor ooit ontworpen door het ontwerpbureau was de NK-321, die gebruikt wordt op de Tu-160-bommenwerper.
Naast vliegtuigmotoren maakt het bedrijf ook motoren, zoals de NK-33, voor de Sojoez raketten en gasturbines met een vermogen tot 25 MW die onder andere worden gebruikt door Gazprom bij het gastransport.
In 2009 raakte het bedrijf in zware financiële problemen. De staat besloot het bedrijf samen te laten gaan met twee andere en vergelijkbare Russische motorenfabrikanten. De Koeznetsov naam werd gebruikt voor de nieuwe combinatie. Het is opgegaan in het militair industrieel conglomeraat en staatsbedrijf Rostec.